# Abel-François Lucas
Pour les articles homonymes, voir Lucas.
Abel-François Lucas, né le 8 juillet 1813 à Versigny et mort le 15 janvier 1886 à Paris, est un peintre français.

## Biographie
Abel-François Lucas est le fils de Pierre Jacques Lucas et de Marie Julie Clabault.
En 1833, il épouse Antoinette Suzanne Bellanger (1813-1896). Parmi leurs enfants, Henriette Lucas épousera en 1861 Émile Munier, en la chapelle des Gobelins.
Élève de Mulard et Heim, il obtient une mention en 1840, et concourt pour le prix de Rome en 1842.
Portraitiste et pastelliste, il devient professeur de dessin aux Gobelins de 1843 à 1871.
Il meurt à l'âge de 72 ans à son domicile de la rue Jean-Bologne. Il est inhumé le 18 janvier au cimetière du Montparnasse.